# Jonathan Garcia (schaatser)
Jonathan Garcia (Houston, 14 december 1986) is een voormalig Amerikaans inline-skater, shorttracker en langebaanschaatser uit Houston, Texas.

## Carrière
Garcia won een bronzen medaille op de wereldkampioenschappen inline-skaten 2006 maar wisselde in 2007 zijn skates in voor schaatsen en begon met shorttrack. Bij het shorttrack debuteerde hij op de wereldbeker shorttrack 2010/2011 op het hoogste niveau. In 2012 probeerde hij het ook op de langebaan en plaatste zich voor de wereldbeker schaatsen 2012/2013 en het WK Sprint 2013 waarop hij 27e (NC27) werd. Als langebaanschaatser plaatste hij zich voor het schaatsen op de Olympische Winterspelen 2014 op zijn beste afstand, de 1000 meter. Op de WK Sprint 2015 eindigde hij op de tiende plaats.

## Persoonlijke records
| Afstand    | Tijd    | Datum             | Baan           |
| ---------- | ------- | ----------------- | -------------- |
| 500 meter  | 34,81   | 3 december 2017   | Calgary        |
| 1000 meter | 1.07,40 | 10 december 2017  | Salt Lake City |
| 1500 meter | 1.45,99 | 31 december 2013  | Salt Lake City |
| 3000 meter | 3.56,91 | 19 september 2015 | Salt Lake City |

## Resultaten
| Jaar | WK sprint            | WK Afstanden | Olympische Spelen         |
| ---- | -------------------- | ------------ | ------------------------- |
| 2013 | NC27 (25, 22, 29, -) |              |                           |
| 2014 |                      |              | 28e 1000m                 |
| 2015 | 10e (16, 9, 23, 9)   | 21e 1000m    |                           |
|      |                      |              |                           |
| 2017 | 11e (16, 6, 18, 4)   | 15e 1000m    |                           |
| 2018 | 18e (18, 16, 19, 13) |              | 23e 500m 8e achtervolging |

(#, #, #, #) = afstandspositie op sprinttoernooi (500m, 1000m, 500m, 1000m).